# Chunga

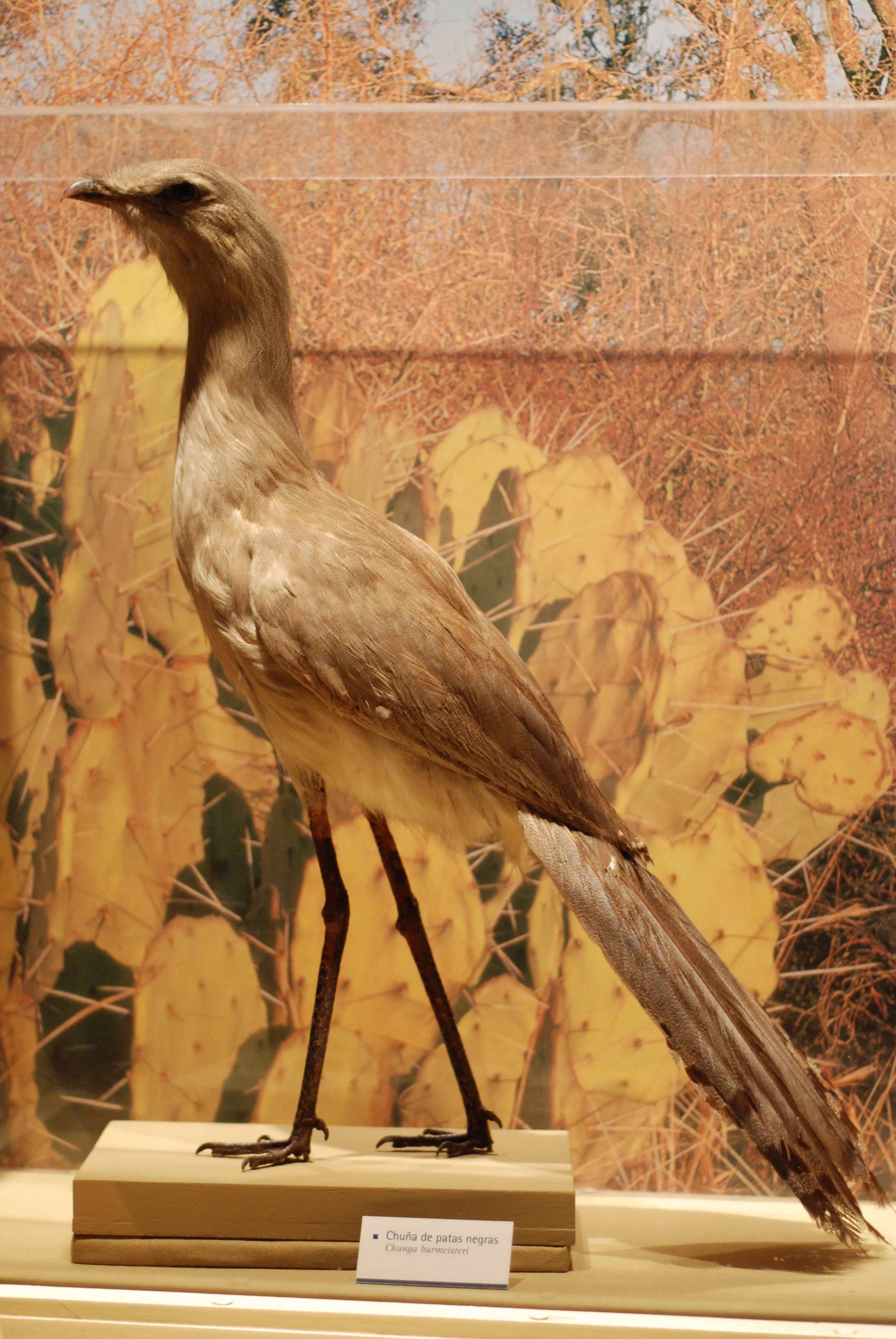
Ejemplar taxidermizado de una chuña de patas negras (Chunga burmeisteri).

Chunga es un género de aves de la familia Cariamidae. Lo integran 2 especies, una extinta y otra viviente, las que solo fueron registradas en el centro y sur de América del Sur y son denominadas comúnmente chuñas de patas negras.

## Taxonomía
Este género fue descrito originalmente en el año 1860 por el médico y zoólogo alemán Gustav Hartlaub. Su especie tipo es Chunga burmeisteri, la cual fue descrita junto con el género. Chunga fue tratado como monotípico hasta que más de un siglo después fue descrita una segunda especie, sobre la base de la exhumación de restos fósiles.

## Subdivisión, distribución y hábitat
Este género se compone de 2 especies: 
- Chunga burmeisteri Hartlaub, 1860
- Chunga incerta Tonni, 1974[1]

Chunga burmeisteri es una especie viviente, que habita en bosques y arbustales xerófilos y semixerófilos en regiones templadas y cálidas del centro de América del Sur, con poblaciones en la Argentina, Bolivia y el Paraguay. Su distribución comprende desde el oeste del Paraguay y el sudeste de Bolivia, a través de toda el área chaqueña argentina (siempre al oeste del eje fluvial formado por los ríos Paraguay - Paraná), hasta el noreste de Mendoza y los bosques de caldén del norte de La Pampa.
La segunda especie (Chunga incerta), está extinta ya que solo se conoce del registro fósil. Se ha descrito a partir de sedimentos del Mioceno del centro-este de la Argentina.